# مهمان هنرمند
هنرمند مهمان (به انگلیسی: Guest Artist) یک فیلم درام آمریکایی محصول سال ۲۰۱۹ به کارگردانی تیموتی بوسفیلد با بازی جف دانیلز است. فیلمنامه این فیلم بر اساس نمایشنامه خود دانیلز به همین نام ساخته شده‌است.

## داستان
مرد جوانی ارتباط پیچیده‌ای بین رؤیای جوانی و حکمت پیری را کاوش می‌کند زمانی که قهرمان خود یک نمایش نویس را ملاقات می‌کند و …

## بازیگران
- جف دانیلز در نقش جوزف هریس
- توماس ماسیاس در نقش کنت واترز
- ریچارد مک ویلیامز در نقش فرانتس
- اریکا اسلزاک در نقش هلن
- مک کارا بچلر در نقش هوپ
- دن جانسون در نقش دن
- لینچ تراویس در نقش لری
- روث کرافورد در نقش مری